# Osorius brevipennis
Osorius brevipennis är en skalbaggsart som beskrevs av Notman 1925. Osorius brevipennis ingår i släktet Osorius och familjen kortvingar. Inga underarter finns listade i Catalogue of Life.